# Antechinus swainsonii
Antechinus swainsonii is een roofbuideldier uit het geslacht van de breedvoetbuidelmuizen. De wetenschappelijke naam van de soort werd voor het eerst geldig gepubliceerd door George Robert Waterhouse in 1840.

## Kenmerken
A. swainsonii is een grote, gedrongen Antechinus met een lange bek, kleine ogen en korte oren. De bovenkant is donkerbruin tot zwart, de onderkant lichtgrijs. De spaarzaam behaarde staart is bruin van kleur. Op grotere hoogte is deze soort groter en donkerder dan bij de kust. De kop-romplengte bedraagt 90 tot 185 mm, de staartlengte 75 tot 120 mm en het gewicht 38 tot 170 g. Vrouwtjes hebben 6 tot 10 mammae.

## Leefwijze
Het dier leeft op de grond en is grotendeels 's nachts actief. Het dier eet ongewervelden, die uit de grond worden gegraven, maar ook kleine gewervelden. In een hol bouwen vrouwtjes een nest van droge bladeren. Na twee weken paartijd in augustus (of op grote hoogte in september) sterven alle mannetjes.

## Voorkomen
De soort komt voor in dichte, vochtige vegetatie op Tasmanië. De populaties op het vasteland van Australië worden sinds 2015 tot een aparte soort gerekend: Antechinus mimetes.
Antechinus adustus · Antechinus agilis · Antechinus argentus · Antechinus arktos · Antechinus bellus · Geelvoetbuidelmuis (Antechinus flavipes) · Antechinus godmani · Antechinus leo · Antechinus mimetes · Antechinus minimus · Antechinus mysticus · Stuarts breedvoetbuidelmuis (Antechinus stuartii) · Antechinus subtropicus · Antechinus swainsonii · Antechinus vandycki